# Vrijdagmoskee

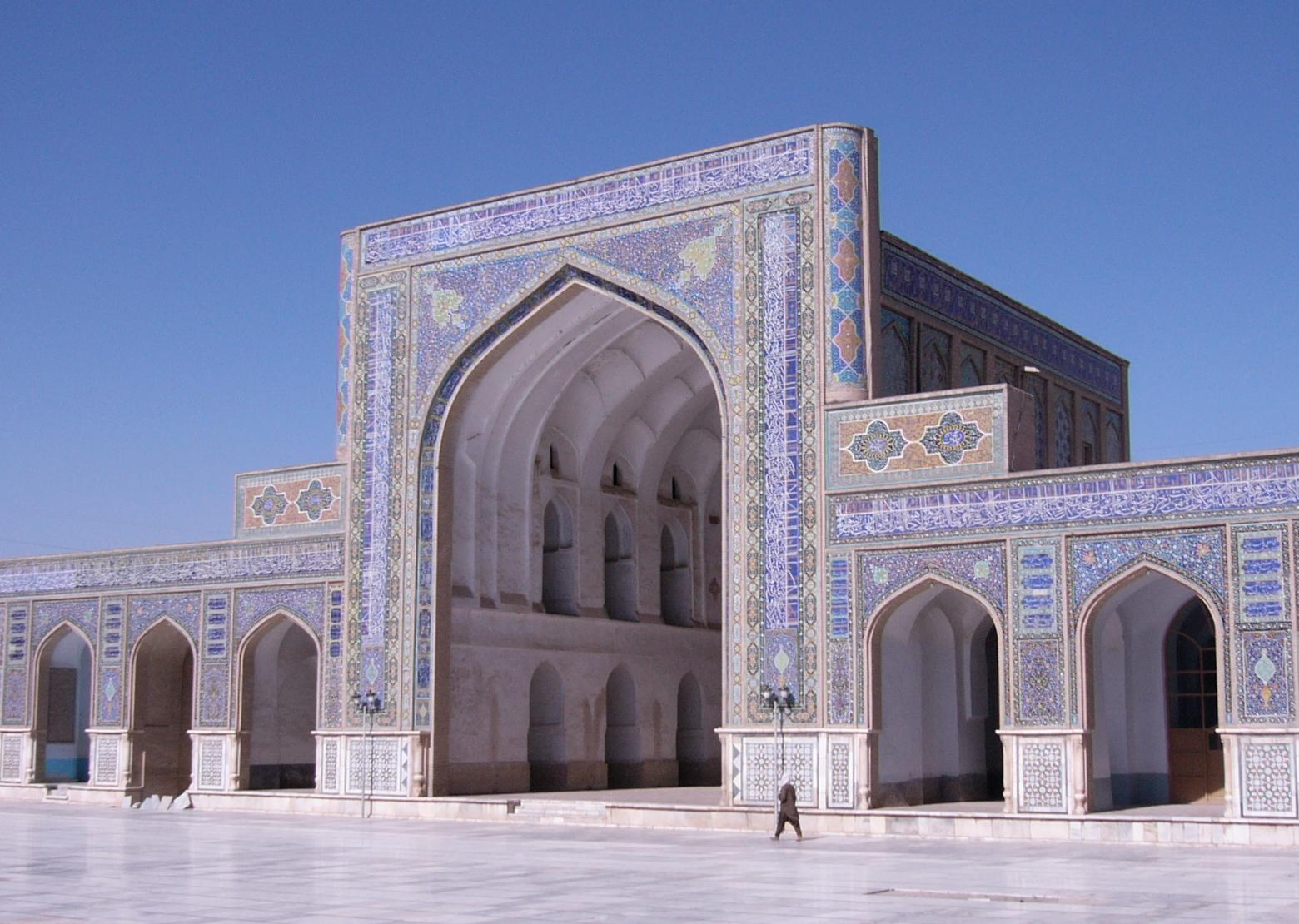
Vrijdagmoskee van Herat

Vrijdagmoskee (Arabisch: مسجد الجمعه masjid al-djum'a) is de generieke naam voor verschillende moskeeën wereldwijd. In iedere stad waar een moslimgemeenschap aanwezig is dient volgens de islamitische wet één moskee als vrijdagmoskee te worden aangewezen. Het vrijdaggebed, een verplicht gebed onder bepaalde condities, wordt op vrijdagmiddag in deze moskee verricht. Daarnaast wordt een preek (khutbah) gehouden.
Indien de gemeenschap te groot is voor één moskee kan er ook een tweede moskee gebruikt worden. In veel niet-islamitische landen heeft iedere gemeenschap een eigen vrijdagmoskee. Zo zullen bijvoorbeeld Marokkanen naar een moskee gaan waar in het Arabisch gepreekt wordt, terwijl Turken uit diezelfde stad een moskee bezoeken waar de preek in het Turks gehouden wordt.
Het bezoek aan de vrijdagmoskee is enigszins vergelijkbaar met het bezoek aan de synagoge op sabbat voor joden en de kerkgang op zondag.

## Lijst

### Afghanistan
- Vrijdagmoskee van Herat

### Azerbeidzjan
- Vrijdagmoskee van Bakoe

### India
- Vrijdagmoskee van Delhi
- Vrijdagmoskee van Pilibhit

### Iran
- Vrijdagmoskee van Borujerd
- Vrijdagmoskee van Damavand
- Vrijdagmoskee van Ferdows
- Vrijdagmoskee van Isfahan
- Vrijdagmoskee van Nain
- Vrijdagmoskee van Nisjapoer
- Vrijdagmoskee van Qazvin
- Vrijdagmoskee van Saveh
- Vrijdagmoskee van Tabriz
- Vrijdagmoskee van Varamin
- Vrijdagmoskee van Yazd
- Vrijdagmoskee van Zanjan

### Oezbekistan
- Vrijdagmoskee van Samarkand